# Botryosphaeria abietina
Botryosphaeria abietina är en svampart som först beskrevs av Prill. & Delacr., och fick sitt nu gällande namn av André Maublanc 1907. Botryosphaeria abietina ingår i släktet Botryosphaeria och familjen Botryosphaeriaceae.   Inga underarter finns listade i Catalogue of Life.